# 趙通
趙 通（チョ・トン、朝鮮語: 조통/趙通、1143年 - 没年不詳）は、高麗の文人。
本貫は玉果趙氏（貫郷は現在の大韓民国全羅南道谷城郡玉果面）。字は亦楽（ヨンナク、역락）。 

## 主要経歴
1143年に生まれ、梁州（現: 大韓民国慶尚南道梁山市）の地方官を務めた。教養があったため何度も明宗に呼ばれた。
科挙の文科に及第し、昇進を繰り返し正言となったが、考功浪中、太子文学に転補された。
王命で金に派遣され、3年間抑留された。
1197年（神宗即位年）に錦に派遣され、翌1198年（神宗元年）に錦から帰ってきた。
1199年（神宗2年）には、葬作少監となり、東京（現: 慶尚北道慶州市）で盗賊が発生すると、朝廷に懐柔のため派遣された。
1200年（神宗3年）には少府監に勤め、晋州の按撫使となった。
官職から退いた後、崔讜、白光臣などと耆老会を組織して始まりの生活を楽しみ、江左七賢の一人と呼ばれた。
そのほか、林椿とも交流を持った。